# 丁哈德
丁哈德（德語：Dinhard）是瑞士联邦苏黎世州温特图尔区的市镇。该市镇面积为7.15平方千米，海拔高度434米，2018年12月31日人口数为1,655。

## 外部連結
- 丁哈德官方网站（页面存档备份，存于） （德文）